# Ganophyllite
La ganophyllite est un minéral phyllosilicate, nommé par Axel Hamberg en 1890 à partir des mots grecs pour feuille (φύλλον) et lustre (γανωμα) en raison des clivages brillants. Le minéral a été approuvé par l'IMA en 1959 et il s'agit d'un minéral bénéficiant de droits acquis, ce qui signifie que son nom fait toujours référence à une espèce existante jusqu'à ce jour.  La tamaïte (en) est l'analogue avec du calcium, tandis que l'egglétonite (en) en est l'analogue du sodium. Son symbole IMA est Gnp.

## Propriétés
La ganophyllite fait partie du groupe des ganophyllites, comme l'eggletonite et la tamaïte, et constitue la variété potassique de l'egglétonite. Les impuretés courantes du minéral sont généralement le plomb, le fer, le calcium, le baryum et le zinc. Ces dernières peuvent s'expliquer par le fait que le minéral se forme généralement dans les mines de zinc-manganèse. La formule de la ganophyllite comprend du potassium (K), tandis que l'egglétonite comprend du sodium (Na) et la tamaïte comprend du calcium (Ca). La radioactivité potassique y est à peine détectable et un rayonnement à peine détectable de 1,8 % est mesuré sur l'échelle GRapi (Gamma Ray American Petroleum Institute Units (en)). Elle se compose principalement d'oxygène (47,02 %), de manganèse (21,77 %) et de silicium (16,69 %), mais contient par ailleurs de l'aluminium (5,88 %), du potassium (3,87 %), du magnésium (2,41 %), hydrogène (1,6 %) et sodium (0,76 %). La ganophyllite est pléochroïque, c'est-à-dire que la couleur du minéral semble changer en fonction de l'axe sur lequel il est observé : sur l'axe X, elle apparaît dans une couleur jaune-brun pâle, et sur l'axe Y et Z, elle peut être considérée comme une gemme jaune-brun foncé. Le minéral a un habitus de cristal feuilleté - avec des feuilles fines et lamellaires qui se séparent et sont superposées les unes sur les autres. 

## Gîtologie et gisements
La ganophyllite est présente dans les gisements de manganèse métamorphisés, en particulier dans les gisements de zinc-manganèse. Sa localité type est la mine Harstigen en Suède, bien que le premier spécimen trouvé venait de la mine Nant au Pays de Galles, cependant, il peut également être trouvé dans la mine Benallt. Elle se trouve aussi dans les mines de Molinello et de Gambatesa en Italie, les gisements Maple-Hovey à Franklin, New Jersey et à Mont Saint-Hilaire au Canada. Les mines Kumahata, Noda-Tamagawa, Ananaï, Osu et Yonoyama, toutes au Japon en contiennent aussi. Il en a aussi été trouvé par ailleurs en Californie, au Portugal, en Chine et en Namibie. La ganophyllite peut également être trouvée sur la colline « Broken » en Australie.

## Minéraux associés
La ganophyllite a de nombreux minéraux associés, et la plupart d'entre eux soient spécifiques du gisement. Dans chaque mine, les minéraux associés peuvent donc varier.
Dans la mine Harstigen, la liste des minéraux associés est : pyrophanite, caryopilite, calcite, grenat, rhodonite, barytine, plomb, biotite manganoenne.
Les ganophyllites de la mine Molinello ont ces deux minéraux associés : caryopilite et parsettensite.
Ceux de la mine Franklin (New Jersey) sont : axinite, rhodonite, datolite, willémite, bustamite, charlesite, clinohédrite et roeblingite. 